# Red Bull RB4
El Red Bull RB4 es un coche de Fórmula 1 con el cual el equipo Red Bull Racing compitió en la Temporada 2008 de Fórmula 1.

## Lanzamiento
El RB4 es el segundo coche diseñado por Adrian Newey para el equipo; en el diseño de este auto tuvo la ayuda de Geoff Willis, a quien el equipo contrató desde Honda en 2007. El coche incluía el motor Renault R27-2008, en el segundo año en el que Renault proporciona motores al equipo.
El auto fue presentado en el circuito de Jerez, el 16 de enero de 2008, el mismo día en el que dio sus primeras vueltas, conducido por David Coulthard. Mark Webber tuvo su primer contacto con el auto en el Circuito de Valencia, el 24 de enero de 2008, y describió el auto como "alentador" y "un gran paso adelante".

## Desarrollos técnicos
Como todo el equipo tuvo que adaptarse a las regulaciones técnicas de 2008, el RB4 tenía la nueva unidad estándar de control electrónico, producida por McLaren Electronic Systems, que tiene por objeto prevenir el uso de ayudas como sistema de control de tracción y frenado del motor.
En los entrenamientos del 1 de febrero en Barcelona, el RB4 lucía una revolucionaria cubierta del motor en forma de aleta. Esto fue parte de los cambios en el paquete aerodinámico que todos los equipos hacen antes de la primera carrera en Australia. Webber manejó el RB4 con la "aleta de tiburón"; Coulthard sin embargo, lució un RB4 con forma más normal.

## Temporada 2008

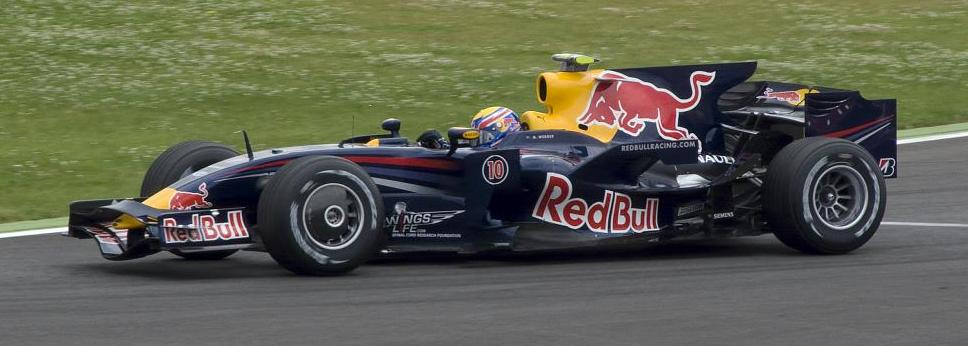
Mark Webber conduciendo el RB4 en el Gran Premio de Francia de 2008.

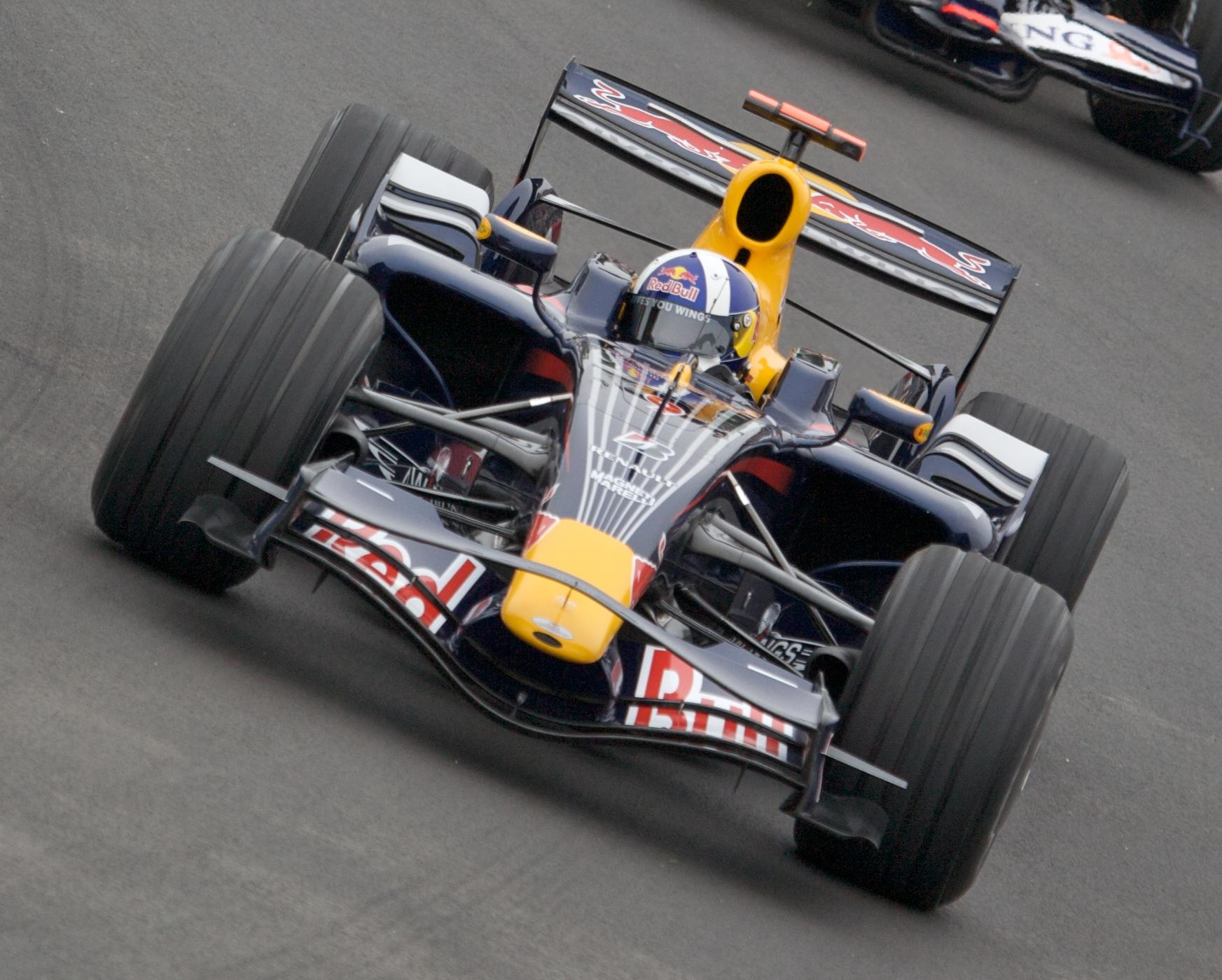
David Coulthard conduciendo el RB4 en el Gran Premio de Canadá de 2008.

### Pruebas
El RB4 fue un contendiente para ser "el mejor del resto" en los entrenamientos para la temporada 2008, con Webber y Coulthard encabezando los tiempos.
Sin embargo, ambos pilotos tuvieron pequeños accidentes, con Coulthard "besando la pared" entre las curvas 7 y 8 en el Circuit de Catalunya, el 19 de febrero de 2008, y Webber teniendo daños menores en el monocasco, los cuales no pudieron ser reparados a tiempo para reanudar las pruebas, en su primer día conduciendo el RB4.
Incluso considerando los contratiempos, el equipo y sus pilotos estaban haciendo progresos seguros y constantes a lo largo de la temporada de pruebas de 2008, optimizando el RB4 a las nuevas reglas y regulaciones. El equipo se mostró satisfecho con el rendimiento del coche a través de la temporada de pruebas antes del inicio de la temporada en Melbourne.

### Vettel testeando el RB4
El piloto de Toro Rosso y futuro piloto de Red Bull, Sebastian Vettel, tuvo la oportunidad de probar el RB4 en las pruebas que se realizaron en Barcelona entre el 18 y el 20 de febrero de 2008, cuando Coulthard tuvo un nervio dañado. Vettel probó el coche el 19 de febrero.
Vettel completó 109 vueltas, y finalizó 7.º con un tiempo de 1:22.558, el mismo día Webber terminó 17.º con un tiempo de 1:23.458 después de haber hecho 58 vueltas. El más rápido ese día fue Lewis Hamilton en un McLaren-Mercedes con un tiempo de 1:21.234 después de completar 81 vueltas.

## Resultados
(Clave) (negrita indica pole position) (cursiva indica vuelta rápida)

| Año  | Motor                    | Neu. | N.º | Pilotos         | 1   | 2   | 3   | 4   | 5   | 6   | 7   | 8   | 9   | 10  | 11  | 12  | 13  | 14  | 15  | 16  | 17  | 18  | Puntos | Pos. |
| ---- | ------------------------ | ---- | --- | --------------- | --- | --- | --- | --- | --- | --- | --- | --- | --- | --- | --- | --- | --- | --- | --- | --- | --- | --- | ------ | ---- |
| 2008 | Renault RS27-2008 2.4 V8 | B    |     |                 | AUS | MYS | BHR | ESP | TUR | MON | CAN | FRA | GBR | GER | HUN | EUR | BEL | ITA | SIN | JPN | CHN | BRA | 29     | 7º   |
| 2008 | Renault RS27-2008 2.4 V8 | B    | 9   | David Coulthard | Ret | 9   | 18  | 12  | 9   | Ret | 3   | 9   | Ret | 13  | 14  | 17  | 11  | 16  | 7   | Ret | 10  | Ret | 29     | 7º   |
| 2008 | Renault RS27-2008 2.4 V8 | B    | 10  | Mark Webber     | Ret | 7   | 7   | 5   | 7   | 4   | 12  | 6   | 10  | Ret | 9   | 12  | 8   | 8   | Ret | 8   | 14  | 9   | 29     | 7º   |